# Big Island Beach
Big Island Beach – plaża (beach) w kanadyjskiej prowincji Nowa Szkocja, w hrabstwie Pictou, na wschodnim krańcu wyspy Big Merigomish Island (45°40′37″N, 62°21′45″W); nazwa urzędowo zatwierdzona 12 marca 1976.